# Peter E. Fäßler
Peter E. Fäßler (* 23. Oktober 1964 in Oberkirch, Baden-Württemberg) ist ein deutscher Historiker.

## Leben
Nach dem Studium (1985–1991) der Fächer Geschichte, Biologie, Germanistik an der Albert-Ludwigs-Universität Freiburg promovierte Fäßler 1995 mit der Arbeit Hans Spemann (1869–1941). Experimentelle Forschung im Spannungsfeld von Empirie und Theorie im Fach Biologie in Freiburg im Breisgau. 2002 folgte die Habilitation (Venia legendi für Neuere und Neueste Geschichte/Wirtschafts- und Sozialgeschichte) an der TU Dresden. Seit 2010 ist er Professor für Neueste Geschichte mit Schwerpunkt Zeitgeschichte an der Universität Paderborn.

## Schriften (Auswahl)
- Hans Spemann (1869–1941). Experimentelle Forschung im Spannungsfeld von Empirie und Theorie. Ein Beitrag zur Geschichte der Entwicklungsphysiologie zu Beginn des 20. Jahrhunderts. Springer, Berlin 1997, ISBN 3-540-62557-7 (Zugleich: Dissertation, Universität Freiburg i. Br., 1995).
- »Durch den eisernen Vorhang«. Die deutsch-deutschen Wirtschaftsbeziehungen 1949–1969 (= Wirtschafts- und sozialhistorische Studien. Band 14). Böhlau, Wien 2006, ISBN 3-412-28405-X.
- Globalisierung. Ein historisches Kompendium. Böhlau, Wien 2007, ISBN 978-3-412-11406-0.
- Hrsg. mit Susanne Schötz: Wirtschafts- und Sozialgeschichte in Diskussion. Beiträge des Dresdner Kolloquiums 2005/2006. Lang, Frankfurt am Main [u. a.] 2008, ISBN 978-3-631-56378-6.
- Auf der Höhe der Zeit. 70 Jahre Industrieverband Klebstoffe e.V. Springer Vieweg, Wiesbaden 2016, ISBN 978-3-658-14242-1.
- Hrsg. mit Andreas Neuwöhner und Florian Staffel: Briten in Westfalen. Besatzer, Verbündete, Freunde? (= Studien und Quellen zur westfälischen Geschichte. Band 86). Schöningh, Paderborn 2019, ISBN 978-3-506-79250-1.
- Umweltgeschichte. Von der Industriellen Revolution bis heute. Wissenschaftliche Buchgesellschaft, Darmstadt 2023, ISBN 978-3-534-25468-2.